# Fragola e cioccolato
Fragola e cioccolato (Fresa y chocolate) è un film del 1994 diretto da Tomás Gutiérrez Alea e Juan Carlos Tabío ed è tratto dall'omonimo romanzo di Senel Paz.
È sicuramente la pellicola più famosa del regista cubano Tomás Gutiérrez Alea.

## Trama
Il film tratta della difficile situazione degli omosessuali a Cuba alla fine degli anni settanta attraverso le parole e i pensieri di David e Diego, rispettivamente un giovane castrista e un intellettuale omosessuale.

## Riconoscimenti
- 1994 - Festival di Berlino
  - Orso d'argento
  - Teddy Award per le tematiche LGBT trattate
- Premio Oscar
  - Candidatura all'Oscar al miglior film straniero
- National Board of Review Awards 1994
  - Nella lista dei migliori film stranieri
- 1995 - Premio Goya
  - Miglior film straniero in lingua spagnola

## Curiosità
Prende il nome dalla gelateria e caffetteria "Fresa y Chocolate", situata nel quartiere El Vedado di L'Avana, in cui è girata una scena iniziale. Più precisamente la gelateria si chiama Coppelia, nome dato da Celia Sánchez, rivoluzionaria cubana e in seguito segretaria della Presidenza di Stato, per ricordare un tipo di balletto a lei molto caro, la Coppélia appunto (balletto pantomimico).